# فريدريك فرانز باور
فريدريك فرانز باور (بالألمانية: Friedrich Franz Bauer)‏ هو مصور ألماني، ولد في 1903 في بفافنهوفن أن در إلم في ألمانيا، وتوفي في 1972.